# Saint-Célestin (kommun)
Saint-Célestin är en kommun (municipalité) i den kanadensiska provinsen Québec. Den ligger i regionen Centre-du-Québec, i den sydöstra delen av landet, 270 km öster om huvudstaden Ottawa.